# Spermacoce wunschmannii
Spermacoce wunschmannii là một loài thực vật có hoa trong họ Thiến thảo. Loài này được (K.Schum.) Kuntze miêu tả khoa học đầu tiên năm 1898.